# Liste des joueurs de l'Association Sportive Beauvais Oise
Cet article présente la liste des joueurs qui ont porté le maillot de l'Association Sportive Beauvais Oise. 
- Haut – A
- B
- C
- D
- E
- F
- G
- H
- I
- J
- K
- L
- M
- N
- O
- P
- Q
- R
- S
- T
- U
- V
- W
- X
- Y
- Z

## A
- Abdeslam Akouzar
- Éric Assadourian

## B
- Maurice Barreau
- Franck Berrier
- Guillaume Beuzelin
- Olivier Bochu
- Edgar Borges
- Jérôme Bottelin
- Yohan Bouzin
- Steve Bizasène

## C
- Mohammed Camara
- Eddy Caullery
- Grégory Christ
- Alexandre Clément
- Anthony Colinet
- Roy Contout
- Frédéric Coquerel
- Julien Cordonnier
- Sébastien Cuvier
- Stjepan Cvitković

## D
- Gildas Dambeti
- Laurent David
- David De Freitas
- Nicolas De Gea
- Jean-Philippe Delpech
- Yohan Demont
- Thomas Denz
- Rodrigue Dikaba

## E
- Eugène Ekobo
- Alharbi El Jadeyaoui

## F
- Gilles Fabien
- Éric Farro
- David Ferrère
- Nicolas Florentin
- Olivier Frapolli

## G
- Anthony Garcia
- Arnaud Gonzalez
- Benjamin Gouget
- Fabrice Grange
- Ludovic Gros
- Marc-Éric Gueï

## H
- Franck Haise
- Riad Hammadou
- Sébastien Heitzmann
- Laurent Hervé

## J
- Brice Jovial
- Ludovic Jumel

## K
- Stanislas Karwat
- Abdoulaye Khouma Keita
- Charles Kokougan
- Daniel Krawczyk

## L
- Tristan Lahaye
- Cédric Le Hénaff
- Jérôme Lempereur
- Stéphane Léoni
- Alexandre Leterrible
- William Levet
- Guillaume Lovergne

## M
- Frédéric Machado
- Parfait Mandanda
- Frédéric Magny
- Rémi Maréval
- Patrick Martet
- Étienne Mendy
- Bruno Metsu
- Albert Milambo Mutumba
- Gaston Mobati
- Walquir Mota
- Jean-Marc Moulin

## O
- Egutu Oliseh
- Chérif Oudjani
- Kassi Ouédraogo

## P
- Cédric Pardeilhan
- Bernard Pascual
- Gary Perchet
- Damien Perquis
- Allann Petitjean
- José Pinot
- Xavier Poitrinal
- Bruno Pompière
- Julien Poueys
- Robin Previtali
- Nicolas Priet

## R
- Damien Rascle
- Anton Rakela
- Réginald Ray
- Emelson Rosario
- Bruno Roux

## S
- Omar Sahnoun
- Peter Sampil
- Georges Santos
- Gaël Sanz
- Steve Savidan
- Jessy Savine
- Dadi Mayuma Sayi-Boka
- Jean-Marc Sibille

## T
- Fousseni Tangara
- Ahmed Tangeaoui
- Grégory Thil
- Kévin Tunani

## V
- David Vairelles
- Julien Valéro

## W
- Laurent Weber

## Y
- Mustapha Yatabaré
- Sambou Yatabaré

## Z
- Pascal Zaremba
- Zahir Zerdab
- Daniel Zorzetto